# 8mm (banda)
8mm é uma banda estadunidense de trip hop com influências de pop rock formada em 2004 na cidade de Los Angeles, California.

## História
O 8mm foi criado por Sean Beavan (que anteriormente trabalhou com bandas como Marilyn Manson, Nine Inch Nails, God Lives Underwater, Guns N' Roses, Slayer, No Doubt, System of a Down e Thrice), e sua esposa Juliette Beavan. A banda atualmente é formada por Sean Beavan, Juliette Beavan, e Jon Nicholson,Juliette é a vocalista.
8mm já passou em turnê internacional em vários países como o Reino Unido e Chile, assim como todos os E.U.A e em algumas partes do Canadá.
A banda tem cinco álbuns lançados atualmente. Seu álbum de estréia, apropriadamente intitulado como Opener, foi lançado de forma independente em 2004. O segundo, Songs To Love and Die By, foi lançado em 2006 pela Curb Appeal Records. No ano seguinte, 2007, é lançado o EP On a Silent Night um terceiro álbum com 7 faixas, este álbum aborda o tema natalino e reúne covers de vários clássicos incluindo a canção "Baby, It's Cold Outside". Em 2010 lançou o romântico álbum Love And The Apocalypse, com 6 faixas e por fim o quinto e igualmente brilhante álbum teve seu recente lançamento em 2012 e recebe o nome de Between The Devil and Two Black Hearts. Todas as músicas de sus álbuns são compostas pela vocalista Juliette Beavan e seu marido Sean Beavan.

## Curiosidades
- A série de televisão Lost Girl usou a música "Around The Sun" como tema de Bo e Lauren na 3 ª temporada, episódio 2: "Subterrfaenean" conquistando assim vários fãs da série;
- 8mm foi destaque na popular seríe de televisão One Tree Hill, duas vezes com suas músicas "No Way Back" e "Forever and Ever Amem". O último foi apresentado no episódio "Songs To Love and Die By", intitulado após seu segundo álbum;
- Eles também uma versão refeita de Carly Simon, "Nobody Does It Better", que foi usada no filme Sr. & Sra. Smith;
- Sua canção "Liar" foi apresentada em Grey's Anatomy e no final da temporada de Dirt;
- A MTV usou a faixa "Give It Up" em seu hit show Road Rules e "Never Enough" para uma pré-visualização de um episódio de The Real World: Sydney; 
- "Forever and Ever Amen" foi usado para o segundo episódio de Moonlight, da CBS.

## Discografia
Álbuns de estúdio
- 2004: Opener
- 2006: Songs to Love and Die By
- 2007: On a Silent Night
- 2010: Love And The Apocalypse
- 2012: Between The Devil and Two Black Hearts

EP
- 2004: Opener EP
- 2008: On a Silent Night (Acompanha pôster)
- 2012: Between The Devil and Two Black Hearts (12" Vinyl LP)

## Faixas
Álbum - Opener (2004)
1- Opener / 03:50
2- Save Yourself / 03:06
3- Never Enough / 04:13
4- Nothing Left to Lose / 03:09
5- Crawl / 04:12
6- Give It Up / 06:24
Álbum - Songs to Love and Die By (2006)
1- No Way Back / 5:01
2- Bones / 3:35
3- You Know / 3:42
4- Stunning / 4:34
5- Never Enough / 4:13 
6- Liar / 2:47
7- Quicksand / 3:24
8- Angel / 3:19
9- Give It Up / 6:29
10- Forever And Ever Amen / Unjustified (The Outlaw Song) / 9:47
Álbum - On a Silent Night (2007)
1- Santa Baby / 02:44
2- Christmas Time is Here / 02:48
3- Blue Christmas / 03:30
4- Have Yourself a Merry Little Christmas / 03:55
5- On a Silent Night / 02:36
6- I'll Be Home for Christmas / 03:02
7- Baby, It's Cold Outside / 02:39
Álbum - Love And The Apocalypse (2010)
1- Los Angeles / 03:15
2- Deep Blue You / 04:02
3- Mean / 03:08
4- Never Go Back Again / 04:05
5- Life is Good / 03:22
6- One for The Road / 01:09
Álbum - Between The Devil and Two Black Hearts (2012)
1- Between The Devil and Two Black Hearts / 04:15
2- Kin / 04:38
3- Around The Sun / 04:16
4- You Brought The Fire / 03:26
5- The Weight of You / 04:05
6- The One / 04:15
7- Everybody Says / 04:00
8- Glimmering / 03:28